# Emilia Dides
Emilia Ignacia Dides Maffei (Santiago, 29 de junio de 1999), también conocida por su nombre artístico Emi D, es una cantante y modelo chilena. 
Conocida por su música y su potente talento vocal, participó tanto en el programa de talentos Rojo, el color del talento (2018) como en la segunda temporada del programa de imitaciones The covers (2021-2022). Debutó como modelo en 2024, cuando participó en el concurso Miss Universo Chile, donde finalmente fue la ganadora; representó a Chile en el Miss Universo 2024 celebrado en Ciudad de México, alcanzando un puesto en el top 12 de dicho certamen.

## Biografía
Hija de Javier Dides y la soprano Joanna Maffei, es de ascendencia italiana por parte de su madre y libanesa por su padre.
Comenzó su gusto por la música a los siete años. Sufrió depresión durante su adolescencia y se sometió a un tratamiento y a un cambio en sus hábitos de vida para cuidarse. En 2018 entró a la segunda temporada de la competencia de talentos televisiva de Rojo, el color del talento de TVN, mientras estudiaba en la Universidad Mayor la carrera de canto, que optó por congelar. Además, cuenta con estudios en la Escuela Moderna de Música y Canto y en la Academia de Alicia Puccio. Tras ganar la competencia, obtuvo una beca para estudiar en la academia Jackie Arredondo Music World en Miami. También participó en The covers (2021-2022) de Mega.
En 2024 postuló como representante de Vitacura en el Miss Universo Chile 2024, donde resultó triunfadora. En la 73.ª edición de Miss Universo realizada en México, y antecedida por una gran campaña en redes sociales, llegó a las semifinales del certamen y culminó su participación entrando al top 12 del famoso certamen, la mejor posición de Chile desde la edición de 1987, cuando Cecilia Bolocco terminó siendo coronada y desde la edición de 1990 cuando Uranía Haltenhoff alcanzó el top 6.
En febrero de 2025, fue miembro del jurado del Festival de Viña del Mar de ese año y elegida Reina de aquella edición.
Como cantante, lanzó varios sencillos bajo el seudónimo de «Emi D» como «Quiéreme bien», «Inevitable» y «Hay peligro».

## Vida personal
En 2018 tuvo un romance con Raimundo Cerda, quien posteriormente se hizo conocido como participante de reality shows. Posteriormente, durante su estadía en Rojo, el color del talento, fue pareja del también cantante Toarii Valantín, con quien terminó en 2024. Actualmente se encuentra en una relación con el exjugador de fútbol americano Sammis Reyes, quienes confirmaron su relación en la Gala del Festival de Viña del Mar 2025.El 11 de agosto de 2025, la pareja hizo pública la noticia de que esperan su primer hijo a través de sus cuentas de Instagram. Bio Bio Chile

## Carrera

### Sencillos
- «Talón de aquiles» (2022).
- «Ya no quiero verte» (2022).
- «Hay peligro» (2023).
- «Quiéreme bien» (2023).
- «Inevitable» (2023).
- «Alter Ego» (2024).

### Televisión
| Año       | Programa                                                  | Rol                                                          | Lugar                               |
| --------- | --------------------------------------------------------- | ------------------------------------------------------------ | ----------------------------------- |
| 2018-2019 | Rojo, el color del talento                                | Participante de la segunda generación                        | Ganadora                            |
| 2022      | The covers                                                | Participante                                                 | Segundo Lugar                       |
| 2024      | Miss Universo Chile 2024                                  | Representante de Vitacura                                    | Ganadora                            |
| 2024      | Miss Universo 2024                                        | Representante de Chile                                       | Top 12 Top 2 (Mejor traje nacional) |
| 2025      | LXIV Festival Internacional de la Canción de Viña del Mar | Candidata a Reina de Viña y Jurado del Festival viña del mar | Ganadora                            |
| 2025      | Miss Universo Chile 2025                                  | Presentadora                                                 |                                     |
| 2025      | Miss Perú                                                 | Co-Animación junto al presentador Carlos Adyan               |                                     |
| 2025      | Miss Universo Argentina                                   | Animadora                                                    |                                     |